# Kiwitaxi
Kiwitaxi — система бронирования туристического трансфера (индивидуальных машин) и одноименная айти-компания из Казахстана, разрабатывающая и поддерживающая систему. Сайт kiwitaxi.ru — онлайн-агрегатор трансферных услуг, который работает с перевозчиками из 98 стран.

## История
Первоначально Кивитакси представлял собой сайт заказа такси в аэропорт. Когда гипотеза подтвердила свою бизнес-пригодность в аэропорте Загреба (Хорватия), сайт начал развиваться как логистическая система. Компания агрегирует данные перевозчиков из различных стран и предоставляет клиенту цену за поездку на основе средней цены всех подключенных перевозчиков региона. Первоначальная ориентация на русскоговорящего туриста сменилась стратегией маркетинга для выхода на международный рынок услуг трансферов.
В 2016 году запущена партнерская программа для турагентов, которая помогла повысить качество индивидуальных перевозок и снизить цену для конечного потребителя, предпочитающего при покупке пакетного тура заменить групповой трансфер индивидуальным. На данный момент направление B2B Кивитакси сотрудничает с более чем 10 000 турагентств из 110 стран. Среди партнеров на туристическом рынке - такие крупные игроки как TezTour, OneTouchTravel, Слетать.ру, CarsRent (проект от TopHotels). Среди зарубежных компаньонов — Klook, Mozio Inc, HotelsPro, TripAdvisor. 

## География
Заказать трансферы KiwiTaxi можно в 102 странах, 463 аэропорта и 13 классов авто. Клиенты сервиса живут более чем в 180 странах. 

## Технологии
Система Kiwitaxi обрабатывает и структурирует данные заказа и информацию от перевозчиков. Алгоритм собирает цены локальных транспортных компаний через личный кабинет поставщика и просчитывает, сколько их работает в регионе и какая стоимость будет оптимальной для клиента. Для назначения заказа определенному перевозчику используется сложная система рейтингов, основанная на отзывах клиентов о выполненных трансферах.

## Конкуренты
В отличие от компаний, которые агрегируют перевозчиков и службы такси на рынке срочного заказа, вроде Uber и GetTaxi, Кивитакси позволяет заказать трансфер на определенное число и дополнить заказ нужными характеристиками и опциями (детское кресло, Wi-Fi в машине, нестандартный багаж и т. д.). На русскоязычном рынке схожие услуги предоставляют компании «I’way» и A2B. На международном рынке присутствуют такие крупные агрегаторы трансферных услуг как Hoppa, Suntransfers, HolidayTaxis, Blacklane.